# تحفة المشتاق في أخبار نجد والحجاز والعراق (كتاب)
تحفة المشتاق في أخبار نجد والحجاز والعراق كتاب تاريخ يغطي أحداث الفترة الواقعة بين عامي 850هـ و1344هـ بتفصيل. الكتاب مبني على مخطوطة لـ عبد الله البسام حققها ابراهيم الخالدي، ويعد من أكبر الكتب التي تناولت تاريخ الجزيرة العربية وأكثرها مصداقية.

## نبذة عن الكتاب
هو أحد المصادر التاريخية للجزيرة العربية، وتقوم فكرة البحث على التحقق من صحة هذا الكتاب وصحة نسبته إلى مؤلفه. وقد سلك الباحث الخالدي طرقا متعددة منها لغوية وموضوعية وتاريخية لتأييد فكرته وما توصل إليه من نتائج. وقد تحدث الباحث في البداية عن مؤلف الكتاب ومخطوطاته ثم شرع في مناقشة الكتاب من خلال ثلاثة محاور هي: التناقضات الزمنية والغرائب واللغة والأسلوب والإملاء واستدل بجميع هذه الطرق على كون الكتاب مختلقاً ولا تصح نسبته إلى مؤلفه وأنه ضمن مجموعة من المؤلفات التي وضعت في حقبة زمنية معينة.

## أهمية الكتاب
تأتي أهمية الكتابه من كونه يؤرخ لمناطق الجزيرة العربية في مرحلة قل فيها تدوين التاريخ، وقد أرخ المؤلف لأقاليم نجد والحجاز والعراق، وتحدث عن أقاليم أخرى كالأحساء وإمارات الخليج ومصر، ومن الأمور التي ذكر البسّام في الكتاب: الحوادث الواقعة في هذه المناطق كالحروب وتداول السلطة، والظواهر الكونية والكوارث والأوبئة، والتقلبات الاقتصادية، ووفيات بعض الأعيان والرؤساء والمشهورين، وأنساب بعض النجديين.

## أنظر أيضاً
- عبد الله بن محمد البسام
- كتب
- العرب